# Dean Henderson
Dean Henderson, né le 12 mars 1997 à Whitehaven en Angleterre, est un footballeur international anglais qui évolue au poste de gardien de but à Crystal Palace.

## Biographie

### En club
Né à Whitehaven en Angleterre, Dean Henderson est formé par le Carlisle United puis Manchester United, qu'il rejoint en 2011. Il signe son premier contrat professionnel avec le club le 25 août 2015.
Le 10 juillet 2017, il est prêté pour une saison à Shrewsbury Town. Il participe à 48 matchs toutes compétitions confondues avec Shrewsbury avant de réintégrer l'effectif de MU à l'issue de la saison.
Le 18 juin 2018, Henderson est prêté pour une saison à Sheffield United. Titulaire dans les cages des Blades tout au long de la saison, il dispute quarante-six matchs avant de retourner à Manchester United.
Le 26 juillet 2019, il signe un nouveau contrat de trois saisons avec Manchester United avant de rejoindre Sheffield United, promu en Premier League, sous la forme d'un second prêt. Le gardien de but anglais réalise une saison pleine avec les Blades en participant à trente-six des trente-huit journées de championnat (les deux seuls matchs qu'il ne joue pas sont les deux oppositions face à Manchester United, son club parent) et en gardant sa cage inviolée à treize reprises (troisième total derrière Nick Pope et Ederson). Il est récompensé en étant nommé parmi les huit prétendants au titre de meilleur jeune joueur de Premier League de la saison.
De retour à Manchester United, Dean Henderson signe un nouveau contrat de cinq saisons le 26 août 2020.
Le 22 septembre suivant, il joue son premier match sous le maillot de Manchester United en étant titularisé face à Luton Town en Coupe de la Ligue anglaise (victoire 0-3 de Manchester United). Le 4 novembre 2020, Henderson joue son premier match de Ligue des champions, face à l'Istanbul Başakşehir FK. Il est titularisé et son équipe s'incline par deux buts à un. Le 2 juillet 2022, Dean Henderson est prêté pour une saison à Nottingham Forest, tout juste promu en Premier League.
Le 31 août 2023, Henderson quitte Man United, et s'engage pour cinq ans avec Crystal Palace.
Henderson joue son premier match pour Crystal Palace le 16 décembre 2023 lors d'une rencontre de championnat face à Manchester City. Il est titularisé et les deux équipes se séparent sur un match nul (2-2),.

### En équipe nationale
Dean Henderson participe à la Coupe du monde des moins de 20 ans 2017 avec l'équipe d'Angleterre. Il ne joue qu'un seul match contre la Guinée et l'Angleterre remporte la compétition en battant le Venezuela en finale .
Le 24 mars 2018, il fait ses débuts pour l'équipe d'Angleterre espoirs lors d'un match amical contre la Roumanie.
Le 27 mai 2019, il fait partie des vingt-trois joueurs sélectionnés pour participer à l'Euro espoirs 2019 avec l'équipe d'Angleterre.
Le 8 octobre 2019, Henderson est convoqué pour la première fois en équipe d'Angleterre par Gareth Southgate afin de pallier l'absence de Tom Heaton, qui doit déclarer forfait à la suite d'une blessure.
Le 12 novembre 2020, Henderson honore sa première sélection avec les Three Lions en entrant en jeu à la mi-temps d'un match amical contre l'Irlande (victoire 3-0).
Le 1er juin 2021, il fait partie des vingt-six joueurs sélectionnés par Gareth Southgate pour participer à l'Euro 2020. Il est cependant contraint de déclarer forfait à la suite d'une blessure et est remplacé par Aaron Ramsdale.
En juin 2024, il fait partie de la liste des vingt-six joueurs convoqués par Gareth Southgate pour disputer l'Euro 2024.

## Style de jeu
Henderson est connu pour sa distribution avec ses mains et ses pieds en tant que gardien de but, ainsi que sa capacité à s'emparer des centres ou à attraper et à dégager les ballons hauts, Rob Dawson d'ESPN le décrivant comme "plus complet" que son coéquipier David de Gea en 2021. Mark Critchley de The Independent l'a également décrit comme une "présence vocale" dans les cages,,. Bien qu'il ne soit pas le gardien le plus grand, mesurant 1,88 m, il est également connu pour ses réflexes.

## Vie personnelle
Henderson est né à Whitehaven, en Cumbria. Il a joué au cricket de comté en tant qu'écolier et était un batteur et gardien de guichet accompli, mais il a choisi le football. Henderson a d'abord commencé en tant que joueur de champ avant de passer à son rôle de gardien de but,.
Pendant son séjour à Shrewsbury Town, Henderson a rasé tous ses cheveux en signe de soutien à Hope House.
Le 27 mai 2019, Henderson a établi deux records du monde Guinness pour "Le temps le plus rapide pour s'habiller en tant que gardien de but (football)" (49,51 secondes) et "Le plus grand nombre de passes de tête en une minute (équipe de deux)" (91 - avec Jake Clarke-Salter),.

## Statistiques
| Saison                | Club                     | Championnat           | Championnat | Championnat | Coupe(s) nationale(s) | Coupe(s) nationale(s) | Supercoupe | Supercoupe | Compétition(s) continentale(s) | Compétition(s) continentale(s) | Compétition(s) continentale(s) | Play-offs | Play-offs | Total | Total |
| Saison                | Club                     | Division              | M.          | B.          | M.                    | B.                    | M.         | B.         | Comp.                          | M.                             | B.                             | M.        | B.        | M.    | B.    |
| 2015-2016             | Stockport County (prêt)  | National League North | 9           | 0           | -                     | -                     | -          | -          | -                              | -                              | -                              | -         | -         | 9     | 0     |
| 2016-2017             | Grimsby Town (prêt)      | League Two            | 7           | 0           | -                     | -                     | -          | -          | -                              | -                              | -                              | -         | -         | 7     | 0     |
| 2017-2018             | Shrewsbury Town (prêt)   | League One            | 38          | 0           | 7                     | 0                     | -          | -          | -                              | -                              | -                              | 3         | 0         | 48    | 0     |
| 2018-2019             | Sheffield United (prêt)  | Championship          | 46          | 0           | -                     | -                     | -          | -          | -                              | -                              | -                              | -         | -         | 46    | 0     |
| 2019-2020             | Sheffield United (prêt)  | Premier League        | 36          | 0           | 4                     | 0                     | -          | -          | -                              | -                              | -                              | -         | -         | 40    | 0     |
| Sous-total            | Sous-total               | Sous-total            | 82          | 0           | 4                     | 0                     | -          | -          | -                              | -                              | -                              | -         | -         | 86    | 0     |
| 2022-2023             | Nottingham Forest (prêt) | Premier League        | 18          | 0           | 2                     | 0                     | -          | -          | -                              | -                              | -                              | -         | -         | 20    | 0     |
| 2020-2021             | Manchester United        | Premier League        | 13          | 0           | 8                     | 0                     | -          | -          | C1+C3                          | 1+4                            | 0+0                            | -         | -         | 26    | 0     |
| 2021-2022             | Manchester United        | Premier League        | -           | -           | 2                     | 0                     | -          | -          | C1                             | 1                              | 0                              | -         | -         | 3     | 0     |
| Sous-total            | Sous-total               | Sous-total            | 13          | 0           | 10                    | 0                     | -          | -          | -                              | 6                              | 0                              | -         | -         | 29    | 0     |
| 2023-2024             | Crystal Palace           | Premier League        | 18          | 0           | 2                     | 0                     | -          | -          | -                              | -                              | -                              | -         | -         | 20    | 0     |
| 2024-2025             | Crystal Palace           | Premier League        | 38          | 0           | 6                     | 0                     | -          | -          | -                              | -                              | -                              | -         | -         | 44    | 0     |
| 2025-2026             | Crystal Palace           | Premier League        | 1           | 0           | 0                     | 0                     | 1          | 0          | -                              | -                              | -                              | -         | -         | 2     | 0     |
| Sous-total            | Sous-total               | Sous-total            | 57          | 0           | 8                     | 0                     | 1          | 0          | -                              | -                              | -                              | -         | -         | 66    | 0     |
| Total sur la carrière | Total sur la carrière    | Total sur la carrière | 224         | 0           | 31                    | 0                     | 1          | 0          | -                              | 6                              | 0                              | 3         | 0         | 265   | 0     |

### En sélection nationale
| Saison                | Sélection             | Phases finales        | Phases finales | Phases finales | Éliminatoires | Éliminatoires | ligue des nations | ligue des nations | Matchs amicaux | Matchs amicaux | Total | Total |
| Saison                | Sélection             | Compétition           | M              | B              | M             | B             | M                 | B                 | M              | B              | M     | B     |
| --------------------- | --------------------- | --------------------- | -------------- | -------------- | ------------- | ------------- | ----------------- | ----------------- | -------------- | -------------- | ----- | ----- |
| 2020-2021             | Angleterre            | -                     | -              | -              | -             | -             | -                 | -                 | 1              | 0              | 1     | 0     |
| 2023-2024             | Angleterre            | Euro 2024             | 0              | 0              | -             | -             | 1                 | 0                 | 1              | 0              | 2     | 0     |
| 2024-2025             | Angleterre            | -                     | -              | -              | -             | -             | 1                 | 0                 | 1              | 0              | 2     | 0     |
| Total sur la carrière | Total sur la carrière | Total sur la carrière | -              | -              | -             | -             | 1                 | 0                 | 2              | 0              | 3     | 0     |

## Palmarès

### En club
- Shrewsbury Town
  - Finaliste de l'EFL Trophy en 2018.

- Sheffield United
  - Vice-champion d'Angleterre de D2 en 2019.

- Manchester United
  - Vice-champion d'Angleterre en 2021
  - Finaliste de la Ligue Europa en 2021.

- Crystal Palace
  - Vainqueur de la Coupe d'Angleterre en 2025
  - Vainqueur du Community Shield en 2025

### En sélection
- Angleterre -20 ans
  - Vainqueur de la Coupe du monde en 2017.

- Angleterre
  - Finaliste du Championnat d'Europe en 2020 et 2024.

### Distinctions individuelles
- Membre de l'équipe-type de D3 anglaise en 2018[33].
- Meilleur gardien de D2 anglaise en 2019.